# Stddef.h
stddef.h是C標準函数庫中的头文件，定义了若干常见的类型与宏。   

## 类型
- ptrdiff_t 有符号整数型
- size_t 无符号整数型
- wchar_t 16位或32位整数型

## 宏
- NULL  与实现相关的空指针的值
- offsetof(type, member-designator)  结构体内成员的偏移量